# The Labyrinth
The Labyrinth est la première tournée de la chanteuse pop britannique Leona Lewis. Commencée le 28 mai 2010, la tournée est constituée des chansons de son premier album Spirit, et de son deuxième album Echo. Les dates au Royaume-Uni et en Irlande ont été réalisées avec la chanteuse australienne Gabriella Cilmi.

## Présentation
La tournée a été annoncée le 12 novembre 2009, quand les dates pour le Royaume-Uni et l'Irlande furent confirmées.
Lewis a attendu son deuxième album pour commencer. Quelque temps avant la tournée, elle a annoncé : « Je voulais attendre d'avoir suffisamment de quoi faire - j'ai donc attendu le deuxième album. Plus important encore, je voulais faire un grand spectacle. Je veux toujours surprendre le public ». Elle a révélé avoir fondé le thème de sa tournée sur son film préféré, Labyrinthe, pendant une interview : « Je me suis grandement inspiré du film Labyrinthe, pour les masques et les costumes. Moi j'aime les spectacles saisissants ».
Après sa dernière prestation «Bleeding Love», Leona Lewis a dit à son public : « Ceci est ma première tournée, ceci est ma première nuit aussi magnifique, et je suis très heureuse de l'avoir partagé avec vous. C'est un rêve pour moi ».

## Critiques
Après son premier concert à Sheffield, la star Sarah Crabtree a déclaré : « Au milieu de la forêt, des contes de fées, on voit que Leona s'est énormément inspirée du film Labyrinthe, elle montre son talent impressionnant qui l'a d'ailleurs propulsé au rang des Supers Stars. Sa voix est incroyable, et j'ai adoré ses fabuleuses danses ».
Pete Paphides, le journaliste du Times a donné trois étoiles sur cinq à la jeune chanteuse : « Leona Lewis s'est vraiment trop inspirée du film Labyrinthe de Jim Henson, film fantastique. Le rythme était trop lent, Leona errait à travers une foule d'hommes à moitié nus avec des casques à cornes. Avec son voile noir, je croyais qu'elle représentait une veuve ».
Bernadette McNulty, la journaliste du Daily Telegraph a elle aussi donné trois étoiles sur cinq à Leona Lewis : « Dans certaines scènes, on aurait dit des marionnettes qui dansaient. Sa voix était inaudible. Si Leona veut se lancer dans une vraie carrière, elle devrait porter des pantalons plus souvent. »

## Programme
1. Introduction
2. Brave
3. Don't Let Me Down
4. Better in Time
5. Whatever It Takes
6. Take a Bow

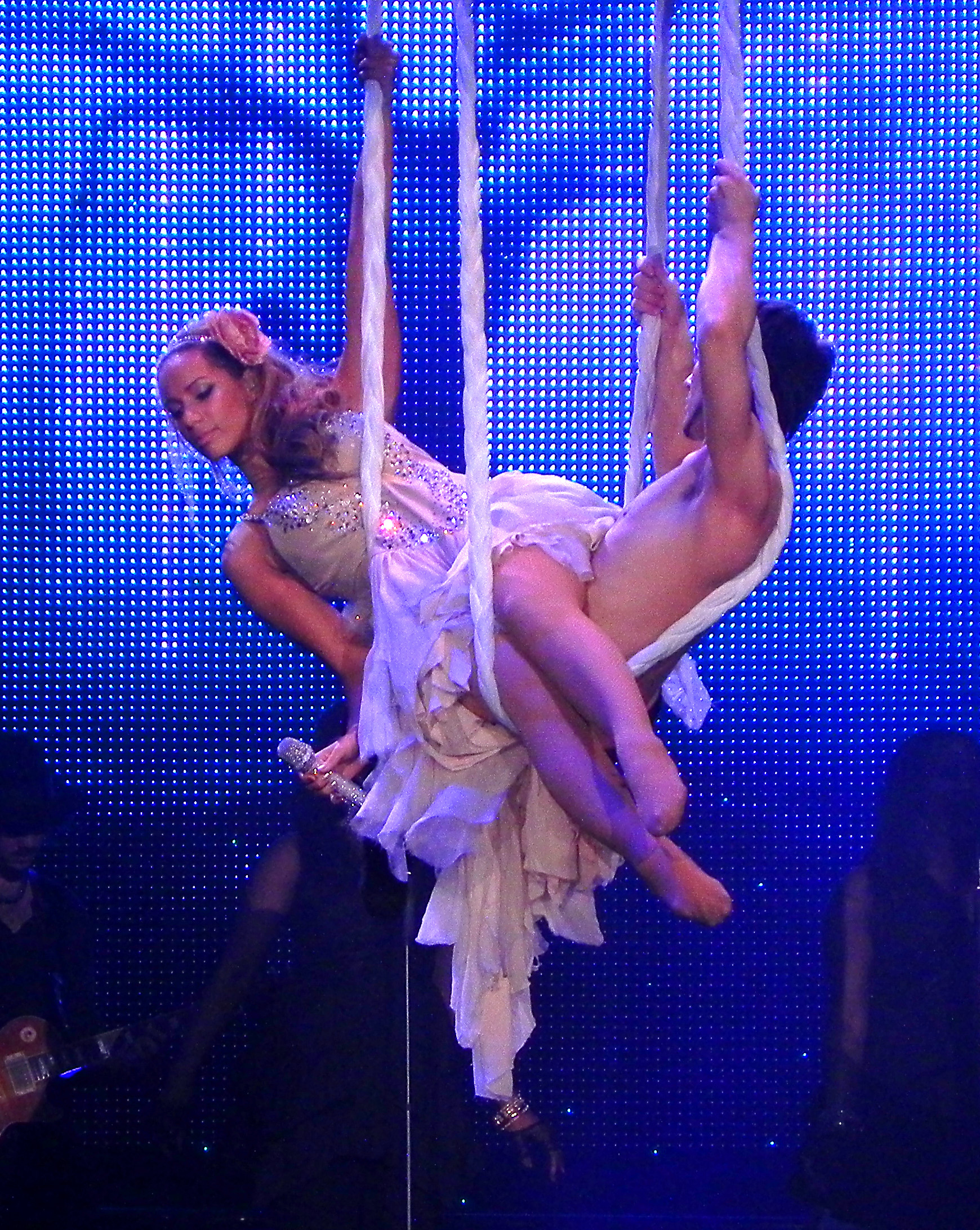
Leona Lewis chante I Got You le 2 juin 2010.

7. Interlude vidéo : Ride a White Swan (reprise de T. Rex)
8. I See You
9. Can't Breathe
10. Forgive Me
11. Happy
12. Could It Be Magic (reprise de Barry Manilow)
13. I Got You
14. Cry Me a River (reprise de Justin Timberlake)
15. The First Time Ever I Saw Your Face
16. Homeless
17. Interlude vidéo : They Don't Care About Us (reprise de Michael Jackson)
18. Outta My Head
19. Sweet Dreams (reprise d'Eurythmics)
20. Run
21. Bis : Bleeding Love

Source